# 01:59PM
『01:59PM』（ワン・フィフティーナイン・ピーエム）は、韓国の男性アイドルグループ2PMの1枚目のフルアルバム。JYPエンターテインメントより、2009年11月10日発売。

## トラックリスト
1. My Heart
2. Heartbeat
3. 待ち疲れる （Tired of waiting）
4. お前に狂ってた（I was crazy about you）
5. Gimme The Light
6. Back 2U
7. All Night Long
8. Heartbeat (Red Light Mix)
9. 10点満点中10点　（10 out of 10）
10. Only You (Acoustic Mix)
11. Again & Again
12. お前が憎い(Lounge Mix) I hate you
13. 帰ってくるかも知れなくて(Bossa Nova Mix) Maybe she'll come back

## クレジット
- My Heart
  - 作詞・作曲：조 종수"FAME-J"
- Heartbeat 
  - 作詞・作曲：J.Y.Park"The Asiansoul" (パク・ジニョン)
- 待ち疲れる （기다리다 지친다） 
  - 作詞・作曲：김 창대 "창 따이"
- お前に狂ってた（너에게 미쳤었다 ）
  - 作詞・作曲：조 종수"FAME-J"
- Gimme The Light 
  - 作詞・作曲：조 종수"FAME-J"
- Back 2U 
  - 作詞：심 은지,Tommy Park / 作曲：Tommy Park
- All Night Long
  - 作詞・作曲：홍 지상
- Heartbeat (Red Light Mix) 
  - 作詞・作曲：J.Y.Park"The Asiansoul" (パク・ジニョン) / アレンジ：Tommy Park
- 10点満点中10点(10/10)
  - 作詞・作曲：J.Y.Park"The Asiansoul" (パク・ジニョン)
- Only You (Acoustic Mix) 
  - 作詞・作曲：J.Y.Park"The Asiansoul" (パク・ジニョン) / アレンジ：Tommy Park
- Again & Again 
  - 作詞・作曲：J.Y.Park"The Asiansoul" (パク・ジニョン)
- お前が憎い(Lounge Mix) 
  - 作詞・作曲・アレンジ：김 창대 (창 따이)
- 帰ってくるかも知れなくて(Bossa Nova Mix) 
  - 作詞・作曲・アレンジ：조 종수"FAME-J"

## 音楽番組チャート１位

### Heartbeat
- 2009年11月27日KBSミュージックバンクKチャート1位
- 2009年11月29日SBS人気歌謡ミュティズンソング
- 2009年12月 4日KBSミュージックバンクKチャート1位
- 2009年12月 6日SBS人気歌謡ミュティズンソング
- 2009年12月11日KBSミュージックバンクKチャート第1位 （トリプルクラウン）
- 2009年12月13日SBS人気歌謡ミュティズンソング
- 2009年12月18日KBSミュージックバンクKチャート4週1位